# Scheitel

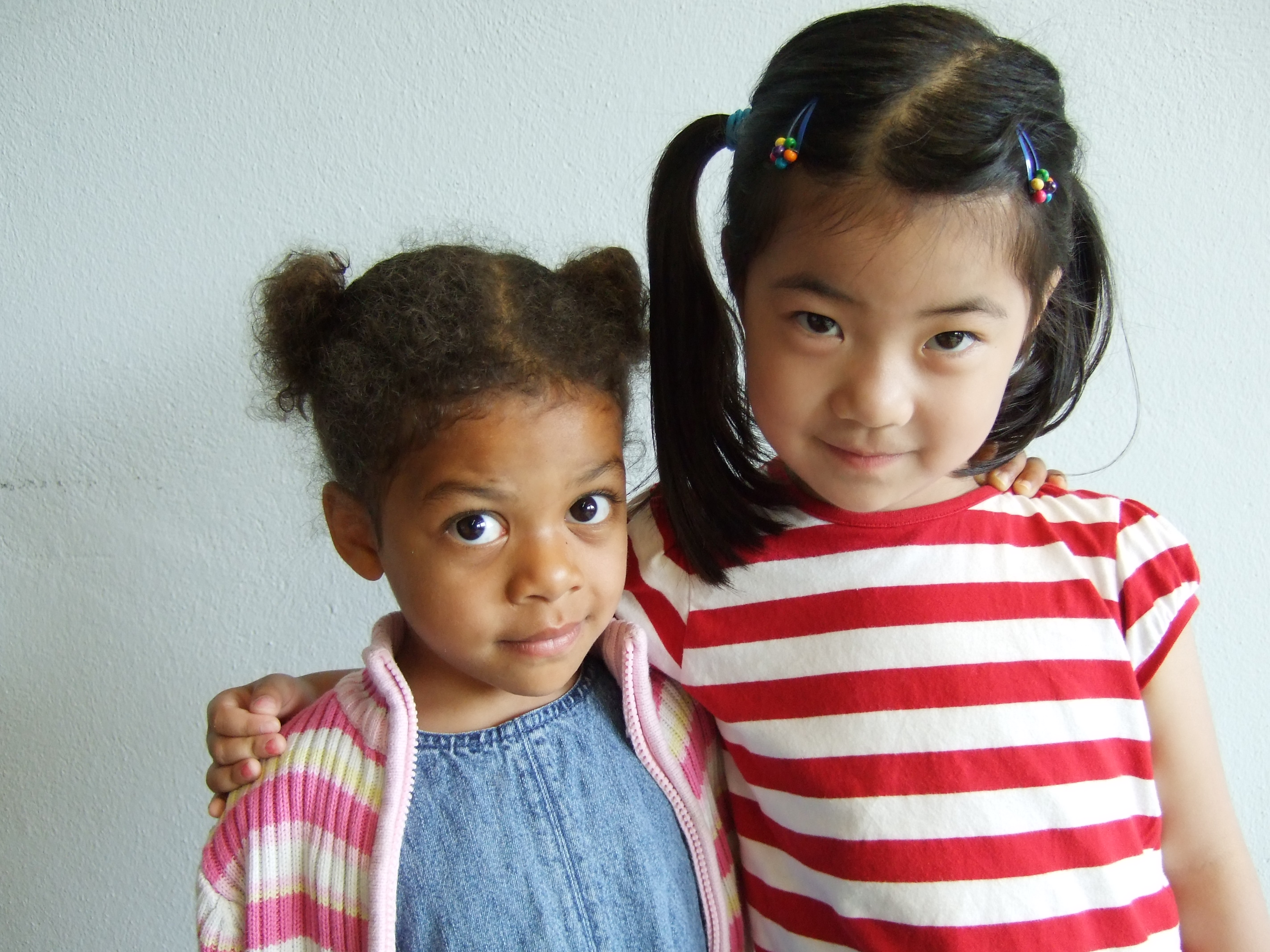
Zwei Mädchen mit deutlich sichtbarem Scheitel

Scheitel bei Mann und Frau

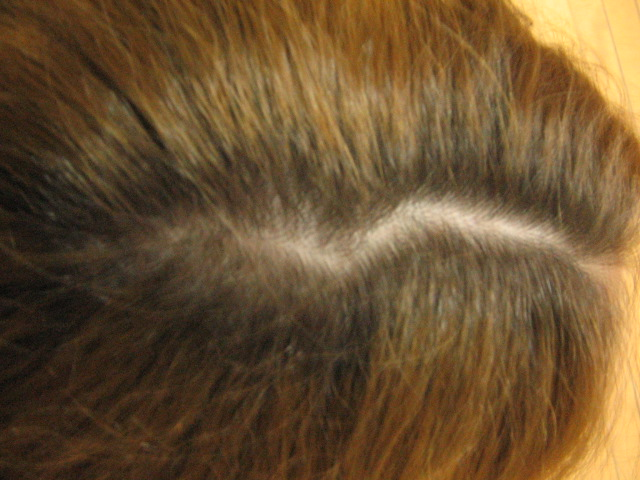
Detailansicht

Der Scheitel (etymologisch verwandt mit „scheiden“) ist bei Wirbeltieren und speziell beim Menschen eine Trennlinie im Kopfbereich, die sich dorsal vom Haarwirbel bis zur Stirn zieht. Sie teilt das Kopfhaar in eine linke und eine rechte Hälfte. Die Kopfregion beiderseits seitlich des Scheitels wird in der Anatomie als Scheitelgegend (Regio parietalis) bezeichnet. Ihre knöcherne Grundlage bildet das Scheitelbein.

## Scheitel in anderen Tierstämmen
Auch bei Gliederfüßern befindet sich ein sogenannter Scheitel auf der dorsalen Kopffläche.

## Menschliche Anatomie
Beim Menschen wird der Scheitel von vier Knochen des Schädels – dem Stirnbein, den beiden Scheitelbeinen und dem Hinterhauptbein – gebildet. Diese Knochen sind von der Kranznaht zwischen den Stirn- und Scheitelbeinen, der Pfeilnaht zwischen den beiden Scheitelbeinen und der Lambdanaht zwischen dem parietalen und okzipitalen Knochen verbunden. Auf Ultraschallbildern von Ungeborenen wird der Scheitel zur Bestimmung der Entwicklung des Fetus eingesetzt. Man misst die Länge vom Scheitel bis zum Steiß und kann daraus auf den Entwicklungsstand des Fötus und auf Krankheiten schließen.

## Der Scheitel in Haartrachten
In menschlichen Haartrachten werden Scheitellinien künstlich hergestellt. Ihr Verlauf orientiert sich nur bedingt am anatomischen Scheitel. Das Scheitelziehen und das damit verbundene Aufteilen der Haare in einzelne Partien entscheiden maßgeblich über das Erscheinungsbild einer Frisur. Neben den klassischen Arten des Scheitelziehens, wie beispielsweise dem Seiten- oder Mittelscheitel (synonym Poposcheitel), gibt es auch komplexere, wie beispielsweise den Kreuzscheitel. Dabei werden zwei Scheitel gezogen: Der erste verläuft von der Stirn aus wie ein Mittelscheitel, der zweite von einem Ohr zum anderen Ohr über den Kopfhöhepunkt, sodass ein Kreuz entsteht. Viele Varianten des Scheitels versuchen gezielt, die Asymmetrie einer Frisur zu verstärken. Für Männer mit Haarausfall kann ein Seitenscheitel zur Verdeckung einer Glatze dienen (siehe Comb-Over).

## Ableitungen
Der „Scheitel“ im Jiddischen ist eine Perücke, die  verheiratete Frauen in bestimmten orthodoxen und ultra-orthodoxen jüdischen Gruppen tragen, um ihre Haare zu bedecken. In einigen chassidischen Gruppen wird das Haar unter dem „Scheitel“ völlig abrasiert. Andere orthodoxe Frauen verwenden ein Tichel, eine Haube, eine Mütze oder einen Hut.

## Redensarten
Will man einen Menschen in seinen moralischen Eigenschaften kennzeichnen, verwendet man umgangssprachlich die Redensart „vom Scheitel bis zur Sohle“. Dabei soll der Mensch als Ganzheit verstanden werden, d. h. vom oberen Punkt bis zum unteren Punkt des Körpers.